# Тавда (річка)
Тавда́ — річка у Росії, ліва притока Тоболу (басейн Обі), тече у Свердловській і Тюменській областях по західній частині Західно-Сибірської рівнини.

## Назва
Згідно з однією з версій назва річки походить від мансійського таут — «річка».

## Фізіографія
Тавда утворюється на півночі Свердловської області (Гарінський район) злиттям річок Лозьва (зліва) та Сосьва (справа), що течуть зі східних схилів Північного Уралу; місце злиття знаходиться за 12 км на північ від районного центру Гарі на висоті 56 м над рівнем моря. Звідси Тавда тече по заболоченій рідконаселеній місцевості спочатку на північний схід, але невдовзі повертає на південний схід; на більшій частині свого протягу вона тече приблизно паралельно річці Тура на відстані 50–75 км ліворуч від неї. Незадовго до злиття з Тоболом її русло відхиляється на схід.
Тавда зливається з Тоболом біля села Бачеліно у Ярковському районі Тюменської області, на висоті 38 м над рівнем моря; у гирлі річка має 270 м завширшки і глибину до 4 м; швидкість плину 0,4 м/с.
Річка рівнинна на всьому протязі, русло дуже звивисте з безліччю стариць та меандрів. Річка тече у широкій долині, у середній течії подекуди має високі урвисті береги (особливо справа), які сягають понад 20 м заввишки.
Найбільша притока — Пелим — зливається з Тавдою зліва невдовзі після її початку біля однойменного села; решта приток незначні.

## Гідрологія
Довжина річки 719 км, площа басейну 88 100 км², середньорічний стік, виміряний за 123 км від гирла біля селища Нижня Тавда, становить 427 м³/с (за результатами вимірянь у 1967—1989 роках). Багаторічний мінімум стоку спостерігається у березні (65,4 м³/с), максимум — у червні (1202 м³/с). За період спостережень абсолютний мінімум місячного стоку (26,1 м³/с) спостерігався у лютому 1977 року, абсолютний максимум — у червні 1987 (2090 м³/с). Живлення мішане з переважанням снігового.
Тавда замерзає на початку листопада, скресає наприкінці квітня. Під час літнього сезону (коли річка вільна від криги) найменший стік (112 м³/с) спостерігався у вересні 1982 року.
Розмах коливань рівня води протягом року сягає 6 м.
Тавда забезпечує більше половини загального стоку Тоболу, маючи вп'ятеро менший водозбірний басейн.

## Інфраструктура
Тавда судноплавна на всьому протязі; використовується для лісосплаву.
Розташоване у нижній течії місто Тавда з населенням (станом на 2005 рік) 39,5 тис. жителів — єдине місто над річкою; це значний центр лісової промисловості. Решта населених пунктів над Тавдою значно менші — Зикова, Пуксинка, Пелим, Табори, Нижня Тавда та інші.
У Тавді річку перетинає побудована у 1960-х роках залізнична лінія Єкатеринбург — Мєждуреченський (станція Устьє-Ача). За кілька кілометрів до гирла її перетинає залізниця Тюмень — Тобольськ — Сургут.
У верхів'ях Тавди знаходяться нерестовища нельми (Stenodus nelma).